# Trichodactylus panoplus
Trichodactylus panoplus is een krabbensoort uit de familie van de Trichodactylidae. De wetenschappelijke naam van de soort is voor het eerst geldig gepubliceerd in 1869 door von Martens.